# Ghetto di Budapest
Il Ghetto di Budapest è stato uno dei più ampi tra i ghetti nazisti della seconda guerra mondiale. Istituito il 29 novembre 1944 dal governo collaborazionista di Ferenc Szálasi, servì come luogo di raccolta degli oltre 100.000 ebrei rimasti in città dei quali era stato decretato lo sterminio. Nella sua breve esistenza, 20.000-25.000 furono vittime di eccidi, almeno altri 3.000 morirono di stenti. Al momento della liberazione il 17 gennaio 1945, la popolazione del ghetto risultava ridotta a 68.000 unità. Ad essi vanno aggiunti i 26.000 ebrei sottratti al ghetto grazie alla protezione diplomatica loro garantita dai governi svedese, svizzero e spagnolo in speciali residenze protette al di fuori del ghetto.

## Storia
Allo scoppio della seconda guerra mondiale le persone di origine ebraica residenti a Budapest erano circa 246.000 (184.000 di religione ebraica e 62.000 cristiani battezzati). Benché l'Ungheria fosse alleata alla Germania e leggi discriminatorie entrassero in vigore nel 1938-41, il regime di Miklós Horthy si rifiutò fino al marzo 1944 di consegnare allo sterminio gli ebrei che erano cittadini ungheresi. Budapest accolse come rifugiati anche 5.000 ebrei dall'Austria e 8.000 dalla Slovacchia.  Nel 1941 tuttavia il governo ungherese accettò di consegnare ai tedeschi 18.000 ebrei "stranieri", i quali, deportati a Kamenets-Podolsk in Ucraina, furono lì uccisi.
L'occupazione nazista dell'Ungheria (Operazione Margarethe) iniziò il 19 marzo 1944. Ciò comportò ulteriori pesanti restrizioni nella vita degli oltre 200.000 ebrei di Budapest, ora costretti ad indossare la stella di David, e dall'estate 1944 anche a vivere in edifici a loro riservati (anche se le 2000 case loro assegnate non erano collocate nello stesso quartiere e quindi non formavano un vero e proprio ghetto). Fu imposta anche la formazione di uno Judenrat, ritenuto responsabile per l'applicazione dei provvedimenti antisemiti. Tra il 15 maggio e il 9 luglio 1944 si procedette con la deportazione e lo sterminio ad Auschwitz di oltre 430.000 ebrei dalle province e centri minori dell'Ungheria. Tra di essi era anche un gruppo di 25.000 ebrei che vivevano nei sobborghi di Budapest, ma la popolazione ebraica del centro di Budapest fu solo marginalmente toccata.
Nell'ottobre 1944, il partito antisemita delle Croci Frecciate, guidato da Ferenc Szálasi, prese il potere in Ungheria. Cominciarono subito le violenze e gli eccidi contro gli ebrei a Budapest.
L'8 novembre 1944, 76.000 ebrei di Budapest - uomini, donne e bambini - furono concentrati nei cantieri Ujlaki di Obuda, e da lì costretti a marciare a piedi verso i campi in Austria. Migliaia di persone furono uccise e altre migliaia morirono a causa della fame o dell'esposizione al freddo pungente. I prigionieri sopravvissuti alla marcia della morte raggiunsero l'Austria alla fine di dicembre del 1944. Lì i tedeschi li portarono in vari campi di concentramento, in particolare Dachau nel sud della Germania e Mauthausen nel nord dell'Austria, e a Vienna, dove furono impiegati nella costruzione di fortificazioni intorno alla città. I superstiti saranno liberati solo con l'arrivo delle truppe sovietiche.

### Il ghetto di Budapest (29 novembre 1944-17 gennaio 1945)

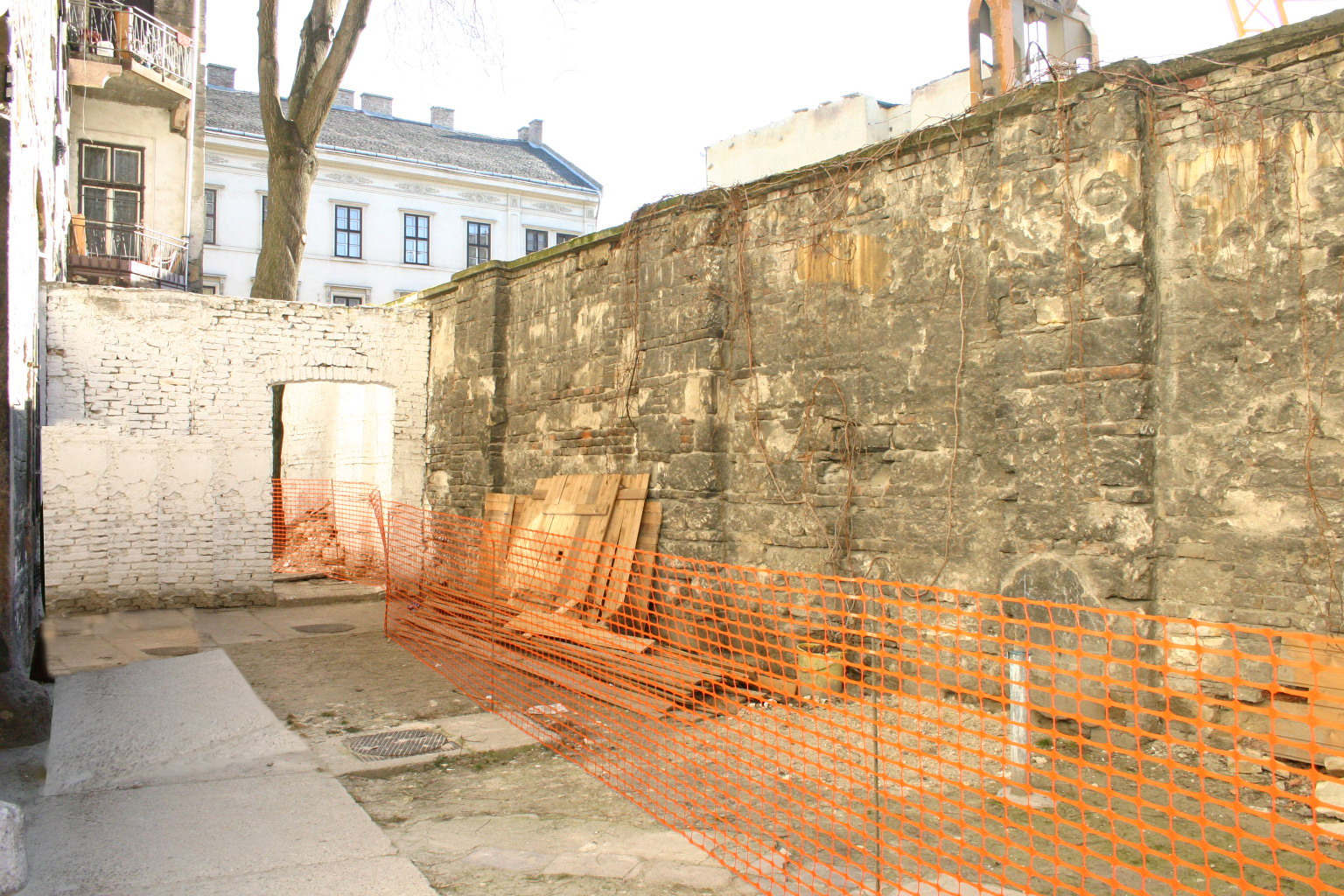
Frammento del muro di cinta del ghetto (demolito nel 2006)

A Budapest intanto il ghetto fu ufficialmente istituito il 29 novembre 1944 per decreto del Ministro degli Interni Gábor Vajna allo scopo di concentrarvi i rimanenti 100.000 ebrei della città. Il ghetto sorgeva nell'area del vecchio quartiere ebraico che includeva le due principali sinagoghe della città. Era circondato da un'alta recinzione in pietra con filo spinato e sorvegliato da guardie armate per impedire la fuga e il contrabbando.
Nei soli due mesi di esistenza del ghetto, la popolazione ebraica si ridusse da 100.000 a 68.000. Come negli altri ghetti nazisti dell'est europeo, l'area era completamente isolata dal mondo esterno: non era permesso introdurre cibo; spazzatura e rifiuti non venivano raccolti; i morti giacevano per le strade e ammucchiati nel giardino della sinagoga; gli edifici erano sovraffollati, portando alla diffusione di malattie come il tifo. Le vittime in conseguenza della fame, del freddo e delle malattie furono oltre 3.000.
A ciò si aggiunsero gli eccidi da parte delle milizie delle Croci Frecciate. Tra la fine dicembre 1944 e l'inizio gennaio 1945, più di 20.000 ebrei furono prelevati dal ghetto o in altre parti della città e uccisi. I corpi di diversi centinaia di essi furono gettati nelle acque del Danubio.
Nell'imminenza dell'arrivo delle truppe sovietiche si fecero anche dei piani per far saltare in aria il ghetto e ucciderne i residenti. Giorgio Perlasca (auto-nominatosi in quei mesi "console" di Spagna, con la complicità del personale dell'ambasciata) racconta di un drammatico incontro con il Ministro degli Interni ungherese Gábor Vajna avvenuto il 6 gennaio 1945, in cui egli riuscì a dissuaderlo dal progetto minacciando sanzioni legali per la potenziale e probabile uccisione di cittadini "spagnoli".
Quando il 17 gennaio 1945 le truppe sovietiche liberarono Budapest vi trovarono poco più di 100.000 ebrei ancora in vita, metà della popolazione ebraica che vi risiedeva prima della guerra. Oltre ai 68.000 ebrei del ghetto, vi erano i 26.000 ospitati fuori del ghetto in case appositamente contrassegnate sotto la protezione loro data da alcuni diplomatici di paesi neutrali: Raoul Wallenberg (Svezia), Carl Lutz (Svizzera), Giorgio Perlasca (Spagna) e Mons. Angelo Rotta (Vaticano). Un totale di 94.000 delle persone ufficialmente registrate come ebree era dunque sopravvissuto. Altre migliaia di ebrei (forse 20.000) dovettero la loro salvezza a documenti falsi o vissero nascosti in casa di amici e parenti non-ebrei; tra di essi, 2.748 erano quanti erano stati accolti in chiese e istituti religiosi cristiani. Tra i 76.000 deportati da Budapest, i superstiti saranno 20.000.

## La memoria

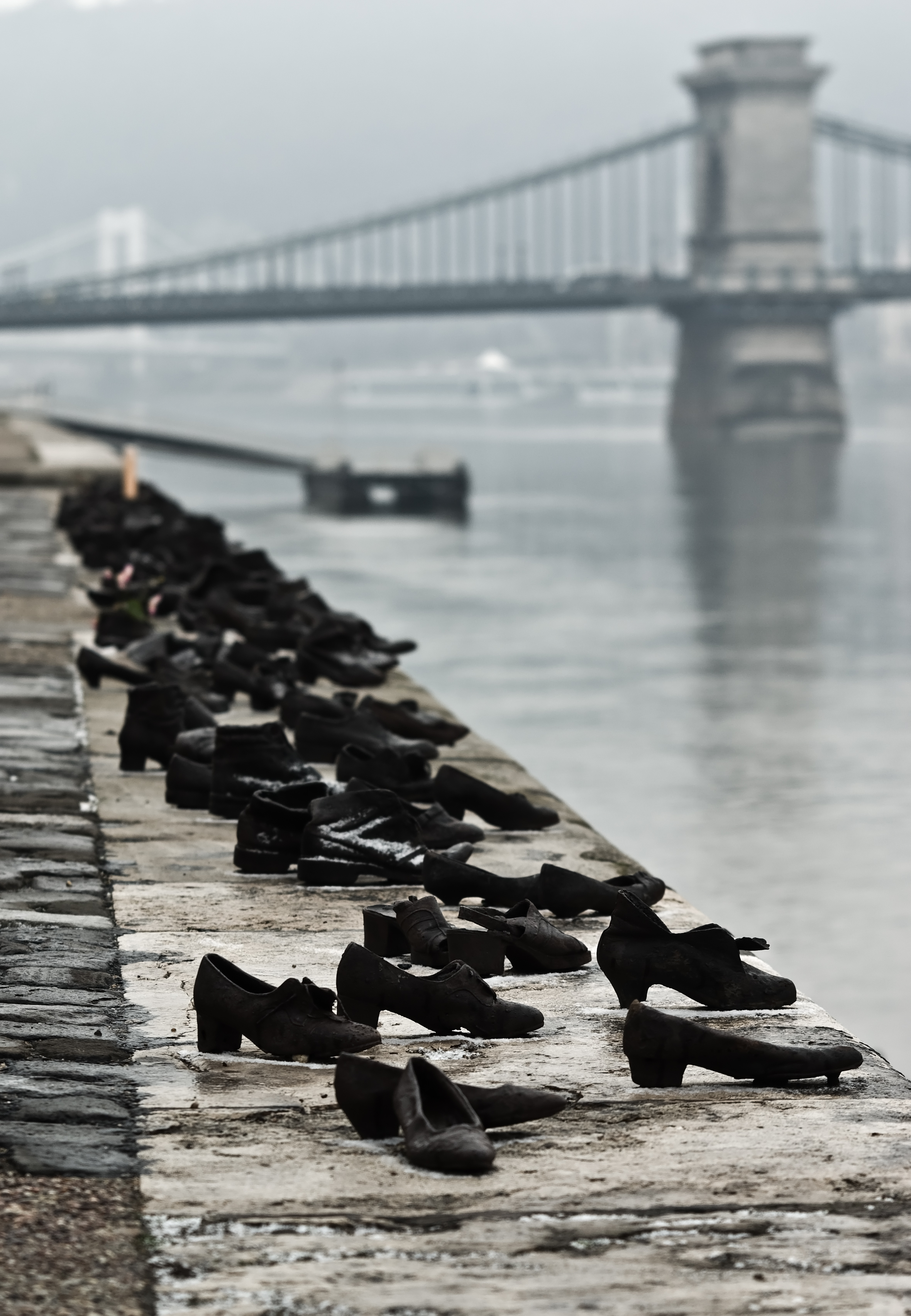
Memoriale sulle rive del Danubio

Il 16 aprile 2005 un memoriale ("Scarpe sulla riva del Danubio") fu eretto a Budapest in memoria degli ebrei lì uccisi dai miliziani delle Croci Frecciate. Il memoriale, che si presenta come una lunga fila di scarpe (in bronzo) abbandonate sulle rive del Danubio, è oggi considerato uno dei migliori esempi di scultura moderna concepita per uno spazio pubblico.
L'ultima consistente porzione del muro originario del ghetto è stata demolita nel 2006 durante lavori di costruzione. Era situato nel cortile di un edificio (n. 15 di via Király) ed era originariamente un vecchio muro di pietra riutilizzato dai nazisti nel 1944 aggiungendovi una linea di filo spinato. La linea di demarcazione del ghetto fu segnata seguendo strutture in muratura già esistenti. Ne rimangono oggi solo alcuni piccoli frammenti nei cortili della zona.
Nel 2008 è stato eretto un monumento commemorativo nell'area del ghetto, utilizzando del materiale originale, con l'inserzione di alcune targhe commemorative.